# Platydesma
Platydesma é um género botânico pertencente à família Rutaceae.
1. ↑  «Platydesma — World Flora Online». www.worldfloraonline.org. Consultado em 19 de agosto de 2020